# تيم هاوارد
تيموثي ماثيو هوارد (بالإنجليزية: Tim Howard) (من مواليد 6 مارس 1979) هو لاعب كرة قدم أمريكي سابق لعب كحارس مرمى. لعب آخر مرة لنادي ممفيس 901 الذي يتنافس في بطولة الدوري الأمريكي. يعتبر هوارد على نطاق واسع أحد أعظم حراس المرمى في تاريخ كرة القدم الأمريكية. تم اختياره ضمن فريق العام للدوري الإنجليزي الممتاز 2003-04 وحصل على القفاز الذهبي لكأس القارات 2009.
بدأ هوارد مسيرته الكروية مع نادي نورث جيرسي إمبريالز، قبل الانتقال إلى نيويورك ريد بولز (الذي كان يسمى وقتذاك مترو ستارز). سرعان ما جذب ظهوره نادي مانشستر يونايتد، الذي وقع عقدًا معه في 2003. تمتع بنجاح نسبي مع النادي ، حيث فازوا بدرع الاتحاد الإنجليزي لكرة القدم 2003، وكأس الاتحاد الإنجليزي 2003–04 وكأس الدوري 2005–06. بعد أن وقع يونايتد حارس المرمى إدوين فان دير سار، خرج هوارد على سبيل الإعارة إلى إيفرتون، وفي النهاية وقع معهم بشكل دائم في فبراير 2007. في 4 يناير 2012 ، سجل هوارد هدفه الاحترافي الأول في مباراة الدوري الإنجليزي الممتاز ضد بولتون واندررز، مما جعله رابع حارس مرمى يسجل هدفًا في الدوري الإنجليزي الممتاز. في عام 2016، عاد هوارد إلى الدوري الأمريكي، حيث وقع مع كولورادو رابيدز. لعب لمدة ثلاث سنوات مع الفريق قبل أن يعلق قفازاته في أكتوبر 2019. على الفور تقريبًا، عزز هوارد دوره في المكتب الأمامي في فريق ممفيس 901 الذي يلعب في بطولة الدوري الأمريكي وتم الإعلان عنه كمدير رياضي للنادي في يناير 2020. عاد لاحقًا إلى كرة القدم الاحترافية في مارس 2020، حيث وقع عقدًا للعب مع النادي الذي يملكه.
هوارد هو أكثر حراس المرمى تتويجًا في المنتخب الأمريكي على الإطلاق، حيث خاض 121 مباراة دولية منذ عام 2002 حتى اعتزاله دوليًا في عام 2017. ظل في مقاعد البدلاء خلال بطولة كأس العالم 2006، لكنه أثبت نفسه لاحقًا وأصبح خيار المنتخب الأول كحارس للفريق في مباريات البطولات الدولية بدءًا من كأس القارات 2009، والتي انتهت فيها الولايات المتحدة كوصيف ضد البرازيل. شارك هوارد في في كل المباريات التي خاضها المنتخب في نهائيات كأس العالم 2010 و2014 حيث وصل إلى دور الـ16 في كلتا البطولتين، وفي الأخيرة سجل هوارد رقماً قياسياً في المونديال لأكبر عدد من التصديات في مباراة، برصيد 15 تصدي في مباراة أمام بلجيكا.

## النشأة والبداية
ولد هوارد في شمال برونزويك، نيو جيرسي، ابن سائق الشاحنة الأمريكي من أصل أفريقي ماثيو هوارد وزوجته المجرية إستير (ني فيكيتي) ، اللذان كانا يعملان لدى موزع تعبئة حاويات. انتقل والده "قبل أن يشكل ذاكرته الأولى"  وتطلق والديه عندما كان هوارد في الثالثة من عمره. بعد ذلك، عاش هوارد مع والدته. تم تشخيص هوارد بمتلازمة توريت والوسواس القهري عندما كان في الصف السادس.
في عام 1991، قبل أن يصبح هوارد مراهقًا، رأى تيم مولكوين، وهو مساعد مدرب لمرة واحدة لمنتخب الولايات المتحدة تحت 17 سنة، إمكانات هوارد خلال إحدى التدريبات. ليعرض عليه بعدها أن يعمل على تدريبه وبشكل مجاني. عندما كان هوارد يبلغ من العمر 14 و 15 عامًا، رأى بيتر ميلور، حارس المرمى المحترف السابق الذي كان يدرب لدى اتحاد كرة القدم في الولايات المتحدة ويكتب منهجًا لأول رخصة حراسة مرمى وطنية لكرة القدم الأمريكية للمدربين، هوارد البالغ من العمر 14 عامًا في حدده معسكر لاعب التطوير الأولمبي بأنه نجم المستقبل، ووضعه في برنامج التطوير الأولمبي. ساعد ميلور هوارد أيضًا في الحصول على استئناف للحصول على تصريح العمل بعد انضمامه إلى مانشستر يونايتد من مترو ستارز في 2003.
التحق هوارد بمدرسة نورث برونزويك تاونشيب الثانوية. أثبت هوارد أنه نجم ليس فقط في كرة القدم كلاعب خط وسط، ولكن أيضًا في ملعب كرة السلة، حيث بلغ متوسطه 15 نقطة في المباراة الواحدة وساعد في وصول فريقه إلى نهائيات الولاية في سنته الأولى. خلال المدرسة الثانوية، لعب لفريق سنترال جيرسي كوزموس. في عام 1995، كان هوارد جزءًا من فريق الولايات المتحدة تحت 17 عامًا.

## مسيرته مع الأندية
في عام 1997، أصبح مولكوين مدربًا لفريق نورث جيرسي إمبريالز، وهو فريق ضمن USISL، وشغل منصب مدرب حراس المرمى في فريق مترو ستارز في الدوري الأمريكي. اعتبر هوارد لشغل منصب في الإمبراطورية. وقع هوارد مع نورث جيرسي إمبريالز ولعب في أول مباراة احترافية له قبل التخرج من المدرسة الثانوية. حقق ست مباريات مع إمبريالز.

### مترو ستارز
نشأ هوارد في مترو ستارز بواسطة مولكوين، الذي كان في ذلك الوقت مدرب حراس المرمى في مترو ستارز.
انتصر هوارد في أول ظهور له في الدوري الأمريكي مع مترو ستارز في 18 أغسطس 1998، حيث أنقذ خمس مرات في الفوز 4-1 على كولورادو في ملعب جيانتس (ظهوره الوحيد هذا العام). لعب لاحقًا في مباراة واحدة مع فريق Nike Project-40، وهو فوز بنتيجة 3-1 على أفاعي جزيرة ستاتن في ملعب جيانتس في 6 مايو 1998.
مع مترو ستارز خلال موسم الدوري الأمريكي 1999، قام هوارد بثماني مشاركات في تسع مسابقات. كان لدى هوارد 1.58 GAA وفاز بمباراة واحدة فقط في موسم فاز فيه المترو بسبع مباريات فقط. كما أمضى معظم الموسم الدولي مع فريق الولايات المتحدة تحت 20 عامًا، وترك النادي للتنافس في بطولة العالم للشباب 1999 في أبريل وألعاب عموم أمريكا 1999 في يوليو.
سجل هوارد رقماً قياسياً 5-2-2 مع 1.59 GAA في عام 2000، حيث قسم الوقت بين فريق مترو ستارزوالفريق الأولمبي للولايات المتحدة، كما فاز بكأس الولايات المتحدة المفتوحة الثلاثة التي بدأت في ذلك الموسم.
فاز هوارد بجائزة أفضل حارس مرمى في الدوري الأمريكي لعام 2001، مسجلاً 146 تصديًا وأنهى العام بـ 1.33 GAA، أربعة إقفال، وسجل 13-10-3. كما حصل على جائزة الدوري الأمريكي الإنسانية للعام .
لعب هوارد في 27 من أصل 28 مباراة موسم عادي في عام 2002 لصالح مترو ستارز، مسجلاً أربعة إقفال. تم اختياره في MLS Best XI للموسم الثاني على التوالي. قبل مغادرة مترو ستارز في عام 2003، ظهر في ثلاث عشرة مباراة وحصل على ثلاث شباك نظيفة  حيث تحدى النادي على المركز الأول خلال النصف الأول من الموسم.

### مانشستر يونايتد
دفع مانشستر يونايتد 4 مليون دولار رسوم نقل للتعاقد مع هوارد في منتصف موسم الدوري الأمريكي 2003، وحلّ مكان فابيان بارتيز كحارس مرمى الفريق الأول.
بدأ هوارد بشكل جيد للغاية في مانشستر يونايتد، وأنقذ ركلة الجزاء الحاسمة في درع المجتمع ضد أرسنال . وتبع ذلك عروض بارزة أخرى، بما في ذلك بولتون واندرارز والفوز على أرضه بكأس الاتحاد الإنجليزي على مانشستر سيتي . في مارس 2004، مع ذلك، أعطى باري هوارد الضعيف هدفًا في اللحظة الأخيرة إلى بورتو، مما أدى إلى إقصاء يونايتد من دوري أبطال أوروبا. بدا أن الخطأ حطم ثقة هوارد وحل محله روي كارول .  بعد فترة راحة ، استعاد هوارد مركزه الأساسي قبل كارول في نهائي كأس الاتحاد الإنجليزي 2004، وحصل على ميدالية الفائز. كان ثاني لاعب أمريكي يحصل على ميدالية فائزة في كأس الاتحاد الإنجليزي، بعد جوليان ستورجيس من واندررز في نهائي 1873 . تم اختيار هوارد أيضًا في PFA Best XI في موسمه الأول في مانشستر يونايتد.
في الموسم الثاني لهوارد مع مانشستر يونايتد، بدأ بشكل سيء، حيث ارتكب العديد من الأخطاء وسقط مرة أخرى مع كارول. بعد أن ارتكب كارول العديد من الأخطاء أيضًا، استعاد هوارد مركز البداية لكن أدائه لم يكن مقنعًا، مما أدى إلى استعادة كارول مكانه مرة أخرى، حيث لعب في نهائي كأس الاتحاد الإنجليزي الهزيمة أمام أرسنال.
في نهاية موسم 2004-05، وقع هوارد عقدًا جديدًا، كان من المقرر أن يستمر حتى عام 2009. في صيف 2005، أطلق مانشستر يونايتد كلا من منافسيه في منصب حارس المرمى ريكاردو لوبيز فيليبي وكارول. ومع ذلك، فقد اشتروا أيضًا الحارس الهولندي المخضرم إدوين فان دير سار من فولهام بعد فترة وجيزة.

### إيفرتون
انضم هوارد إلى إيفرتون على سبيل الإعارة لموسم 2006-07 وظهر لأول مرة مع النادي ضد واتفورد في اليوم الافتتاحي لموسم الدوري الممتاز . وقع صفقة دائمة مع النادي في فبراير 2007 مقابل رسوم تبلغ قيمتها حوالي 3 مليون جنيه استرليني.
ظهر هوارد في المباراة الـ 100 له مع إيفرتون ضد وست هام يونايتد، في 8 نوفمبر 2008. في 19 أبريل 2009، في نصف نهائي كأس الاتحاد الإنجليز ، أنقذ ركلتي جزاء ضد ناديه السابق مانشستر يونايتد بركلات الترجيح لإرسال إيفرتون إلى النهائي ضد تشيلسي. خلال موسم 2008-09، وضع هوارد الرقم القياسي للنادي لمعظم المباريات النظيفة في الدوري في موسم واحد. بدأ هوارد موسم 2009-10 في الدوري الإنجليزي الممتاز بأربع شباك نظيفة متتالية ، بما في ذلك خارج ملعبه أمام بورتسموث حيث ساعد فريقه في تحقيق فوز 1-0. أنقذ هوارد ركلة جزاء جيرمين ديفو في الوقت المحتسب بدل الضائع ليساعد فريقه على التعادل 2-2 مع توتنهام هوتسبر في 6 ديسمبر 2009. قاد هوارد كابتن إيفرتون لأول مرة في تعادل 3-3 مع تشيلسي في ستامفورد بريدج في 12 ديسمبر 2009.
خلال موسم الدوري الممتاز 2011-12، سجل هوارد هدفه الأول في كرة القدم الاحترافية في هزيمة 2-1 أمام بولتون واندرارز. جعله تخليصه بمساعدة الرياح لمسافة 101 ياردة في جوديسون بارك رابع حارس مرمى يسجل في مباراة بالدوري الممتاز منذ تأسيسه في عام 1992. ووصف هدفه بأنه "قاسٍ" كما ورفض الاحتفال بدافع من التعاطف والاحترام مع نظيره الذي تعرض للضرب، أودام بوغدان.
في مارس 2012، وافق هوارد على عقد جديد لإبقائه في النادي حتى صيف 2016. في 2 مارس 2013، انتهى تشغيل هوارد 210 مباراة متتالية في الدوري الممتاز يعود تاريخها إلى سبتمبر 2007 حيث غاب عن مباراة ضد ريدينغ بإصابة في الإصبع. كان على بعد مباراتين من معادلة الرقم القياسي للنادي نيفيل ساوثهول. في مايو، حافظ هوارد على شباكه نظيفة رقم 100 مع إيفرتون في تعادل 0-0 ضد ليفربول في ديربي ميرسيسايد.
في 26 ديسمبر، تم طرد هوارد في هزيمة 1-0 أمام سندرلاند، والتي أنهت آمال إيفرتون في البقاء على مدار عام كامل بدون هزيمة على أرضه. في أبريل 2014، مدد إيفرتون عقد هوارد لمدة عامين حتى 2018.
في 19 فبراير 2016، أكد روبرتو مارتينيز، مدير إيفرتون، أنه من المتوقع أن يكون هوارد بمثابة نسخة احتياطية لجويل روبلز. تأثر هوارد مؤخرًا بإصابة في الركبة وفقدان الشكل. قبل مباراته الأخيرة مع النادي، ألقى هوارد خطابًا أمام الجماهير، قال فيه "سأظل لاعب إيفرتون مدى الحياة. سيكون هذا دائمًا فريقي، فريقي".

### كولورادو رابيدز
في 20 مارس 2016، أُعلن أن هوارد سيعود إلى الدوري الأمريكي، ويوقع عقدًا مدته ثلاث سنوات ونصف مع كولورادو رابيدز ويصبح متاحًا عندما تفتح نافذة انتقال الدوري في 4 يوليو. في 28 يونيو، حصل هوارد على القميص رقم 1 كما ظهر في أول مؤتمر صحفي له مع النادي. في 6 نوفمبر 2016، أنقذ هوارد ركلتي جزاء - مع طرد ثالث من العارضة - ضد لوس أنجلوس غالاكسي لإرسال كولورادو إلى للدوري الأمريكي 2016.
في 22 يناير 2019، أعلن هوارد أن موسم 2019 في الدوري الأمريكي سيكون موسمه الأخير كلاعب محترف. وتقاعد في أكتوبر 2019.

### ممفيس 901
في 4 مارس 2020، أعلن هوارد عودته إلى كرة القدم الاحترافية، حيث وقع عقدًا للعب مع ممفيس في بطولة الدوري الأمريكي، حيث يعمل أيضًا كمدير رياضي ومالك بنسبة قليلة.

## مسيرته مع المنتخب
مثّل هوارد منتخب الولايات المتحدة تحت 20 سنة في بطولة العالم للشباب 1999 في نيجيريا، ولعب في انتصارات مرحلة المجموعات على إنجلترا والكاميرون ، قبل الخسارة في دور الـ16 أمام إسبانيا.
في يوليو 1999، تم استدعاء هوارد لمنتخب الولايات المتحدة تحت 23 عامًا لبطولة ألعاب عموم أمريكا 1999 . أنهت الولايات المتحدة البطولة بميدالية برونزية بعد أن تغلبت على كندا في مباراة الميدالية البرونزية.
اختير هوارد كلاعب احتياطي لبراد فريدل في دورة الألعاب الأولمبية الصيفية 2000. في 10 مارس 2002، لعب أول مباراة دولية له ضد الإكوادور . في 2 مايو 2006، تم اختيار هوارد كواحد من ثلاثة حراس مرمى في قائمة الولايات المتحدة لكأس العالم 2006 في ألمانيا، لكنه كان بمثابة احتياطي لكيسي كيلر. أصبح هوارد الحارس الأول للفريق تحت قيادة بوب برادلي وبدأ في نهائي كأس الكونكاكاف الذهبية 2007، بفوز 2-1 على المكسيك .
كان هوارد حارس المرمى الأساسي في كأس القارات 2009، بما في ذلك مباراة نصف النهائي التي أزعجت فيها الولايات المتحدة إسبانيا ، ثم الفريق المصنف رقم واحد في العالم. إن تصديات هوارد الثمانية أكسبته أول ورقة نظيفة له في البطولة وأول إقصاء للفريق الإسباني منذ عام 2007. بعد حصول الولايات المتحدة على المركز الثاني في البطولة، حصل هوارد على جائزة القفاز الذهبي لأفضل حارس مرمى.
كان هوارد حارس المرمى الأساسي في نهائيات كأس العالم 2010، في جنوب إفريقيا، وأدى دور رجل المباراة أمام إنجلترا في أول ظهور له في كأس العالم . أدى توزيع هوارد على لاندون دونوفان إلى تحقيق هدف الفوز في المباراة النهائية للمجموعة ضد الجزائر، مما منح الولايات المتحدة المرور إلى دور الـ 16. خلال دور ال 16 للولايات المتحدة ضد غانا، تلقى هوارد هدفين في خسارة 2-1.
بعد أن هزمت المكسيك الولايات المتحدة للفوز بنهائي الكأس الذهبية 2011، أدلى هوارد ببيان مثير للجدل بشأن حفل ما بعد المباراة. تم تقديم الكأس بالكامل باللغة الإسبانية، على الرغم من إقامة البطولة في الولايات المتحدة. ومضى هوارد ليقول إن ذلك كان "وصمة عار" وعلق كذلك على أنه إذا كانت المباراة النهائية في مكسيكو سيتي وفازت الولايات المتحدة، فإن الحفل لن يتم باللغة الإنجليزية.
في 7 يونيو 2014، في التحضير لكأس العالم 2014، لعب هوارد مباراته رقم 100 للولايات المتحدة في هزيمة أمام نيجيريا 2-1. في 22 يونيو، اختير هوارد رجل المباراة بسبب أداءه خلال تعادل الولايات المتحدة 2-2 مع البرتغال. كان التصدي الأكثر بروزًا له هو إيقاف رد الفعل لحرمان إدير، بعد أن حوّل تسديدة ناني إلى القائم.
في الأول من يوليو، حصل هوارد مرة أخرى على جائزة أفضل لاعب في المباراة، على الرغم من خسارة الولايات المتحدة 2-1 أمام بلجيكا بعد وقت إضافي في دور الـ16. خلال المباراة، حطم الرقم القياسي لمعظم التصديات في مباراة كأس العالم بـ 15. بعد تحطيم هذا الرقم القياسي، تم الاحتفال بأدائه في جميع أنحاء العالم على الإنترنت.
بعد كأس العالم، في أغسطس 2014، طلب هوارد من مدرب المنتخب الوطني الأمريكي للرجال يورغن كلينسمان السماح له بأخذ استراحة من كرة القدم الدولية حتى سبتمبر 2015؛ نتيجة لذلك، غاب عن كأس الكونكاكاف الذهبية 2015. تم استدعاؤه مرة أخرى في أغسطس 2015، لمباراة الفريق الودية ضد بيرو في 4 سبتمبر، على ملعب روبرت كينيدي التذكاري.
كان هوارد عضوًا في الفريق الذي فاز بالكأس الذهبية 2017 . ومع ذلك، بعد فشل المنتخب الوطني في التأهل لكأس العالم 2018 في وقت لاحق من ذلك العام، بعد هزيمة مفاجئة 2-1 خارج أرضه أمام ترينيداد وتوباغو في 10 أكتوبر، لم يعد يلعب على المستوى الدولي. مع ظهور 121 مباراة، يعد أكثر حراس المرمى توجًا بالمشاركة في تاريخ المنتخب الأمريكي للرجال.

## الإنجازات

### مانشستر يونايتد
- كأس الاتحاد الانجليزي: 2003–04 [71] الوصيف: 2004-05 [72]
- كأس دوري كرة القدم: 2005–06 [73]
- درع الاتحاد الإنجليزي: 2003 [74]

### إيفرتون
وصيف كأس الاتحاد الإنجليزي: 2008-09 

### منتخب الولايات المتحدة
- الكأس الذهبية للكونكاكاف: 2007 ، 2017
- وصيف كأس القارات: 2009 [76]

### بصفة فردية
- أفضل حارس مرمى في الدوري الأمريكي: 2001 [26]
- نجوم الدوري الأمريكي: 2001 ، 2002 ، 2017 [77][78]
- فريق العام من اتحاد لاعبي كرة القدم المحترفين: 2003–04 الدوري الممتاز [79]
- رياضي العام في كرة القدم الأمريكية: 2008 ، 2014 [80]
- MLS All-Star MVP: 2009 [77]
- القفاز الذهبي لكأس القارات : 2009 [81]
- جائزة الكأس الذهبية للكونكاكاف أفضل حفظ: 2011 [82]
- أفضل حارس مرمى في الكونكاكاف: 2013 ، 2014 ، 2015 [83][84][85]
- أفضل لاعب في بطولة Fútbol de Primera: 2014 [86]
- أفضل 11 CONCACAF: 2015 [87]

## وصلات خارجية
- تيم هاوارد على موقع الاتحاد الدولي (مؤرشف)  (الإنجليزية)
- تيم هاوارد على موقع الدوري الأمريكي (الإنجليزية)
- تيم هاوارد على موقع إي إس بي إن إف سي (الإنجليزية)
- تيم هاوارد على موقع قاعدة بيانات كرة القدم.إي يو (الإنجليزية)
- تيم هاوارد على موقع ليكيب (الفرنسية)
- تيم هاوارد على موقع ناشيونال فوتبول تيمز (الإنجليزية)
- تيم هاوارد على موقع Soccerbase.com (لاعب) (الإنجليزية)
- تيم هاوارد على موقع Soccerway.com (الإنجليزية)
- تيم هاوارد على موقع عالم كرة القدم.نت (الإنجليزية)
- تيم هاوارد على موقع كووورة
- Tim Howard Story Official site
- Tim Howard نسخة محفوظة 6 مارس 2010 على موقع واي باك مشين. profile at إي إس بي إن إف سي
- Tim Howard profile at Premier League
- Tim Howard profile at EvertonFC.com